# Conophytum verrucosum
Conophytum verrucosum là một loài thực vật có hoa trong họ Phiên hạnh. Loài này được (Lavis) G.D.Rowley mô tả khoa học đầu tiên năm 1978.